# 新潟日報
新潟日報（日语：／ niigata nippō */?）是日本一份以新潟縣為發行範圍的報紙，由新潟日報社编辑及发行，分為早报及晚报。1942年（昭和17年）因日本政府實施新聞統制，由新潟日日新聞、新潟縣中央新聞、上越新聞等報紙統合成立。发展至今，日刊（統合版）发行份数约为49万份，晚报发行数約6～7万份。光是日刊，在新潟縣內的閱讀率達到五成（2017年）。

## 構成
综合・国際版以共同通信社提供的内容为中心、县外新闻则已北海道新聞（北海道）、河北新報（宫城）、東京新聞（東京）、中日新聞（愛知）、神戶新聞（兵庫）・中国新聞（广島）・西日本新聞（福岡）有着密切的合作。
地域版过去则以各地域更换，但2010年3月30日开始，改为了全地域一起登载。平日除了星期一，以6版构成，分（「地域（首页）」、「下越・大新潟」、「新潟・佐渡」、「县央・長岡」、「中越・上越」、「地域」）等板块。（周一则全县为1面和隣県相关新闻1面共2面）。而且，体育版在新潟天鹅等新潟队伍的比赛次日发行的日报中，常占用登载其他地区的比赛的内容的板块来登载本地体育队伍的信息。
此外，對於NGT48等新潟在地偶像的報導也相當不遺餘力。

## 外部鏈結
- 新潟日報 MORE （页面存档备份，存于）（新潟日報電子版）
- 新潟日報社 （页面存档备份，存于） （日語）